# Jasztrebarszka
Jasztrebarszka (horvátul: Jastrebarsko, régi rövidített neve Jaska) város és község Horvátországban Zágráb megyében. Közigazgatásilag 59 település tartozik hozzá, ezek: Belčići, Brebrovac, Brezari, Breznik Plešivički, Bukovac Svetojanski, Celine, Crna Mlaka, Cvetković, Čabdin, Čeglje, Črnilovec, Dolanjski Jarak, Domagović, Donja Reka, Donji Desinec, Draga Svetojanska, Dragovanščak, Goljak, Gorica Svetojanska, Gornja Kupčina, Gornja Reka Gornji Desinec, Grabarak, Gračac Slavetićki, Guci Draganički, Hrastje Plešivičko, Hrašća, Ivančići, Izimje, Jurjevčani, Kupeć Dol, Lanišće, Lokošin Dol, Malunje, Miladini, Novaki Petrovinski, Orešje Okićko, Paljugi, Pavlovčani, Pesak, Petrovina, Plešivica, Prhoć, Prilipje, Prodin Dol, Rastoki, Redovje, Slavetić, Srednjak, Stankovo, Špigelski Breg, Tihočaj, Toplice, Vlaškovec, Volavje, Vranov Dol, Vukšin Šipak és Zdihovo.

## Fekvése
Zágrábtól 22 km-re délnyugatra a Zágráb és Károlyváros közötti régi főút mellett fekszik. A község Zágráb megye egyik legnagyobb területű községe, 229 km² területtel. Északról a Žumberaki hegyek határolják a Prigorje bortermő szőlőhegyeivel, míg délkeletről a Kulpamente Crna Mlaka madár rezervátumával. Itt halad át a fővárost a tengerparttal összekötő vasútvonal és autópálya.

## Története
A város nevét a középkor egyik kedvelt vadászmadaráról a héjáról (horvátul jastreb) kapta, mely a város címerében is szerepel. Először 1249-ben említik "Jaztrabarcka" illetve "Jaztraburzca" alakban a Gutkeled nembeli István szlavón bán oklevelében mint a podgorjei várispánság és Podgorje vára közé eső terület kereskedelmi és bírói központját. Rövidített neve "Jaska" abból a szokásból származik, hogy a középkori latin nyelvű oklevelekben a bonyolultabb idegen neveket lerövidítették.
Lakói kérelmére és érdemeiért IV. Béla király 1257. január 12-én kelt oklevelével szabad királyi városi jogot kapott. A város ezután királyi privilégiumokkal rendelkezett, mely védelmet nyújtott a hatalmasságokkal szemben. Várát Geréb Mátyás horvát bán építtette 1483 és 1489 között a török ellen, később az Erdődyek főúri kastéllyá alakították át és egészen 1922-ig birtokolták.
A város életében 1519-től meghatározó szerepet játszott az Erdődy család. A jaskai Erdődyek közül a legjelentősebbek Erdődy II. Péter és Erdődy Tamás horvát bánok voltak. Erdődy II. Péter építtette a Szent Miklós plébániatemplomot annak a fényes győzelemnek az emlékére, melyet 1565-ben Musztafa boszniai basa 17 ezer főnyi serege fölött Obreskonál aratott. Fia Tamás pedig 1593-ban Sziszeknél verte meg Hasszán boszniai pasának a várat ostromló 22 ezres seregét, mely után a Szűzanya iránti hálából megalapította a jaskai kolostort. A város iskolájáról a 17. századtól tudunk. Az 1809-es schönbrunni béke következtében a Szávától délre eső horvát területek Napóleon Illír provinciájának részei lettek, így Jasztrebarszka is francia uralom alá került, mely 1813 nyarán ért véget. A város feudális időszakának az 1848-as magyar forradalom és annak legjelentősebb vívmánya a jobbágyfelszabadítás vetett véget, melyet lakói lelkesen üdvözöltek, nemzetőrséget alakítottak és kitűzték a nemzeti zászlókat. A 19. század második felében a település gyorsan fejlődött, melynek a legnagyobb lökést a Zágráb és Károlyváros közötti vasútvonal megépülése adta 1865-ben. A kulturális fejlődést a nemzeti olvasókör, a "Javor" horvát énekegyüttes, a színjátszókör, a tamburazenekar, az önkéntes tűzoltóegylet és a "Jastreb" kerekes egyesület megalapítása fémjelzi.
A trianoni békeszerződésig Zágráb vármegye Jaskai járásának székhelye volt. 1995-óta város.

## Népessége
1910-ben 1565 lakosából 1456 horvát anyanyelvű volt.
A településnek ma mintegy 6000 lakosa van, a hozzá tartozó településekkel együtt a lakosság száma 17 900, ebből 16 316 horvát.

## Nevezetességei

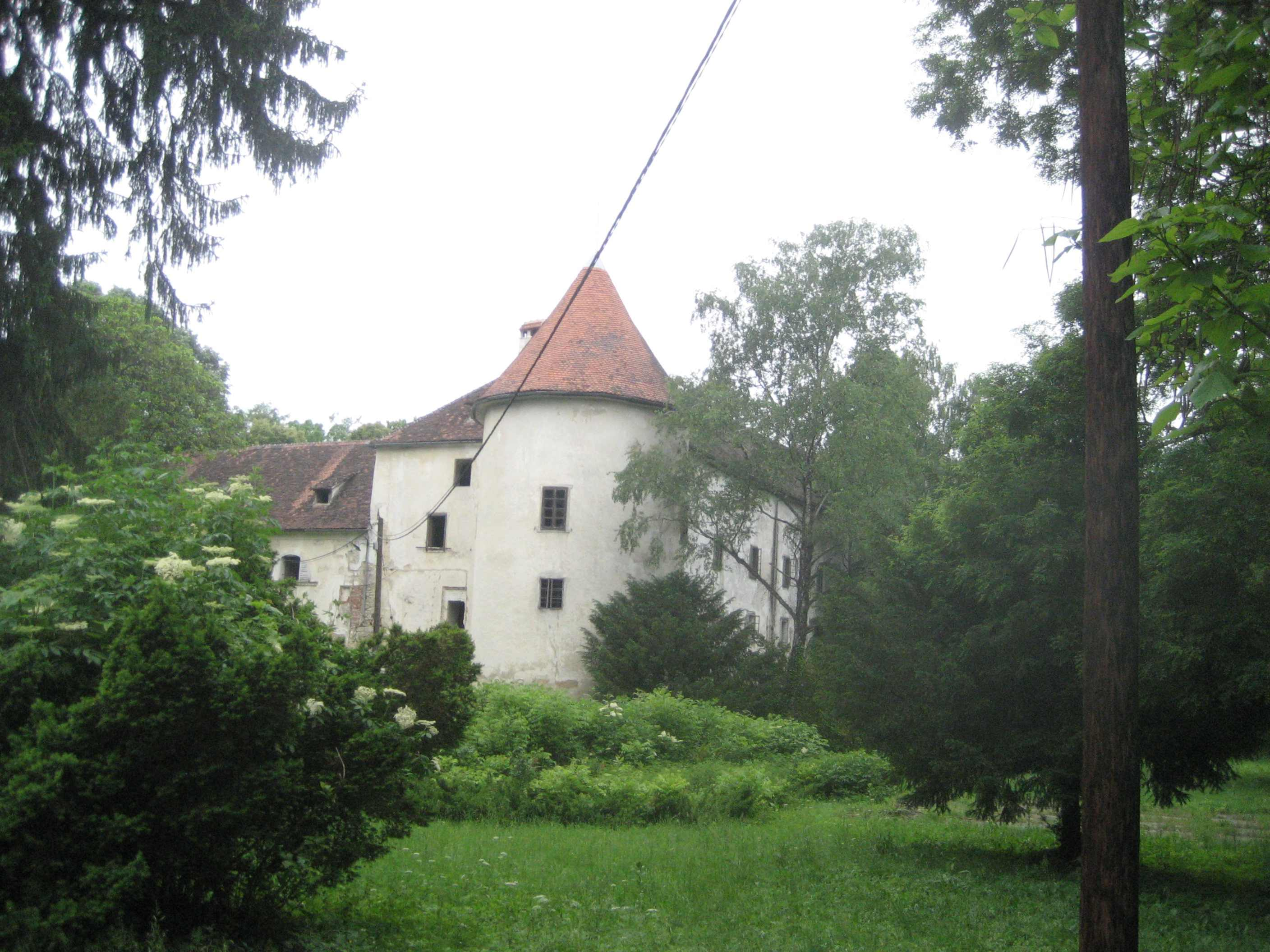
Az Erdődy-kastély

- Az Erdődy várkastély[2] a város legrégibb műemléke. Elődjét, Jasztrebarszka várát a török ellen 1483 és 1489 között építtette Geréb Mátyás horvát bán. 1519 és 1922 között az Erdődy család tulajdona volt. Hosszú története során többször is átépítették és bővítették. A legjelentősebb átépítés 1592-ben történt, Erdődy Tamás horvát bán nevéhez fűződik. Ekkor alakult ki a mai négyszögletes várkastély két zömök kerek saroktornyával. A várkastély belső udvarát különleges akusztikájú, barokk oszlopokkal tagolt árkádos csarnok határolja. Az építtető Erdődy Tamást megörökítő emléktábla a bejárattól balra látható. Néhány, a kastélyból származó tárgy és bútor a városi múzeumban van kiállítva. A várkastélyt szép angolpark övezi, mely a helyiek kedvelt sétálóhelye.
- A Szent Miklós plébániatemplom[3] 13. századi eredetű, egy magaslaton áll. A plébániát már IV. Béla 1257-es oklevele is említi és megtalálható 1334-ben a zágrábi káptalan statútumában is. 1565-ben Erdődy Péter horvát bán jelentősen átépíttette, majd 1567-ben ide temetkezett, sírköve ma is látható. 1757-ben korábbi fa harangtornya helyett új, falazott harangtornyot emeltek. 1776 és 1786 között barokk stílusban építették át. A templom az 1880-as földrengésben súlyosan megrongálódott, mely után újjá kellett építeni. Az homlokzatot átépítették, de megmaradt az eredeti barokk kapuzat az 1786-os évszámmal, a templom belsejében pedig az 1759-ben készített értékes barokk szószék. A Szent Miklós főoltár 1913-ban készült korának neves építésze Hermann Bollé tervei szerint. A Szent Rókus és Szent Flórián mellékoltárok 1922-ben készültek, tervezőjük Stjepan Podhorski volt. Szent Cirill és Metód, valamint a Háromkirályok képei Marko Rašic alkotásai 1922-ből. Orgonája Heferer zágrábi műhelyében készült 1894-ben.

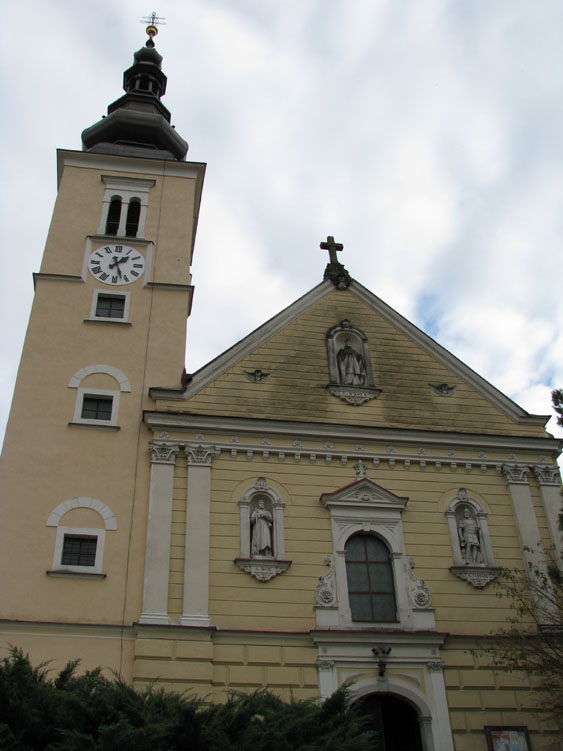
A Szent Miklós plébániatemplom homlokzata

- A ciszterciták Szűz Mária temploma[4] gazdag barokk berendezéssel és műkincsekkel, a kolostor könyvtára értékes könyvritkaságokkal rendelkezik. A templomot és a kolostort még Erdődy II. Péter építtette a dominikánus atyák részére. A rend azonban a pusztító török támadások elől elmenekült. Miután Erdődy Tamás 1593-ban Sziszeknél elsöprő győzelmet aratott a török felett elhatározta, hogy újra megalapítja a kolostort ahová boszniai ferences szerzeteseket hívott. A rend 1602-ben vette át a kolostort és a templomot. Később azt az utcát, mely a kolostorhoz vezet Erdődy Tamásról nevezték el. A ferencesek fellendítették a város kulturális és művészeti életét. A legkorábbi helyi zenei alkotások a jaskai ferences kolostorból származnak, mivel a kolostornak már 1690-ben volt orgonája. A kolostorban a gótika és a barokk művészeti alkotásainak jelentős gyűjteménye keletkezett. 1982-ben a ferences atyák távoztak és helyükre ciszterciták érkeztek. A ferencesek sajnos magukkal vitték értékes képeiket, szobraikat és könyvtárukat is. 2008 szeptemberében a ferencesek visszatértek és szeretnék visszahozni az innen elvitt műtárgyakat. A könyvtár várja vissza az értékes könyveket, melyek további sorsa azonban jelenleg még bizonytalan. A jaskai kolostor skapulárés búcsúi a 18. század eleje óta tartanak. A búcsút minden év július 16-a a Kármelhegyi Boldogasszony ünnepe utáni vasárnap rendezik és immár három évszázada zarándokok tömögei érkeznek nemcsak a környékről, hanem az egész országból, sőt még külföldről is. A jaskai Skapulárés Szűzanya tisztelői között tartják számon boldog Alojzije Stepinac és Franjo Kuharić érsekeket is.
- A jaskai Szentlélek kápolna[5] a felső város lakóinak kedvelt helye. A kápolna a Maček és a Jelačić utcák kereszteződésében található és írott forrásokban már 1346-óta szerepel. Mai neogótikus formáját a 19. század második felében történt átépítés során kapta. Neobarokk főoltára a Szentlélek eljövetelét ábrázolja és 1852-ben készült. A neogótikus mellékoltár a Szentcsalád képével a megújítás után a 19. század végén került ide. A háromszög záródású szentély a régi kápolnából maradt fenn. Legutóbb 2009 őszén a kápolna tetőzetét újították meg.
- A városi múzeum és galéria őrzi a település gazdag kulturális örökségét. Az épületet 1826-ban emelték, korábban a városi tanács épülete volt. A múzeumban a város és környékének gazdag régészeti, kultúrtörténeti és néprajzi gyűjteménye van elhelyezve. Legbecsesebb tárgya IV. Béla 1257-es oklevele, melyben a városnak szabad királyi városi rangot adott. A múzeumban a város történetének dokumentumai, tárgyai, fotói láthatók a 13. századtól a 19. századig. Látható itt gyűjtemény a régi kézművesek munkáiból és használati eszközeiből. A néprajzi anyagban népviseletek, használati tárgyak és bútorok láthatók, melyeken keresztül bepillantást nyerhetünk a jaskaiak hétköznapi életébe. A múzeumban látható a 18. század végi jaskai népviselet, mely egyedülálló példája a korabeli horvát városi viseletnek. A múzeum különösen érdekes kiállítása az Erdődy gyűjtemény, mely a grófok fennmaradt fényképanyagát, a kastélyból fennmaradt tárgyakat és bútorokat, illetve Erdődy István gróf trófeagyűjteményét, vadászszenvedélyének képeit és tárgyait mutatja be. Az épületben kis bormúzeum is található, mely a város 600 éves szőlőtermesztési és borászati történetét tekinthetjük meg. A galéria is rendszeresen szervez érdekes kiállításokat.

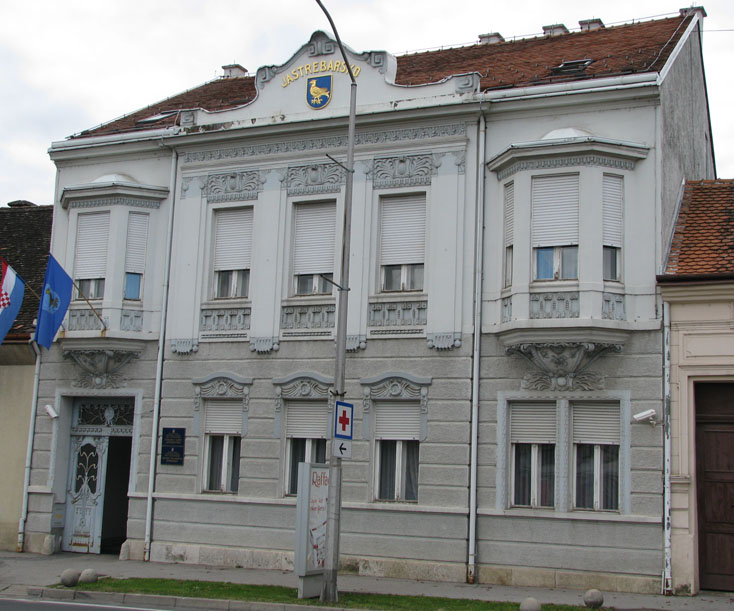
A Városháza épülete

- A város klasszicista stílusjellemzőkkel rendelkező régi kórházépülete[6] a napóleoni Illyria idejéből származik. Az épület a 19. század eleje jól megtervezett profán középítészetének szép példája. Téglalap alaprajzú, szabadon álló kétszintes ház. A szimmetrikus térbeli elrendezést a bejárat és az épület középső részén található falépcső hangsúlyozza. A szobák két hosszanti homlokzat mentén sorakoznak és az épület hossztengelye mentén húzódó központi folyosóról érhetők el. A szobák eredeti elrendezése nagyrészt megmaradt. A földszint és az egyik emeleti szoba boltozatos, míg a többi helyiség síkmennyezettel fedett. Az udvaron három melléképület található, amelyek közül a legrégebbi 1863-ból való.
- A régi gyógyszertár épülete,[7] mely a város központi részén található, a 19. század második felében épült. Egyemeletes épület, L alaprajzzal, nyeregtetővel fedve. Az épület a reprezentatív, történelmi karakterisztikával rendelkező városi házak szép példája, amelynek földszintjén gyógyszertár, míg az emeleten lakás található. A gyógyszertár értékes, fából készült gyógyszertári bútorokkal rendelkezik. Reprezentatív, historizáló homlokzata van. Mivel a földszinten található gyógyszertár a város első gyógyszertára, kulturális és történelmi értéke megkérdőjelezhetetlen.
- A városi temető régi részében nem messze a templom elején épített kápolnától található gróf Erdődy István sírja (1. parcella, 1. sor, 6. sírhely). Az obeliszk típusú sírkő egy téglalap alakú sír felett helyezkedik el, amelyet betonlappal fedtek le. A stilizált szárú latin kereszt alatt latin nyelvű epitafium található: „Hic sepulhis est Stephanus comes Erdődy de Monyorókerék et Monoszló (10. IX. 1848 - 8. IX. 1922.) Requiescat in pace!”[8]

## Híres emberek
- Itt született 1581-ben Vinkovich Benedek pécsi, majd zágrábi püspök.
- Itt született 1879. július 20-án Vladko Maček politikus, a Horvát Parasztpárt elnöke és a Jugoszláv Királyság kormányának alelnöke.
- Itt élt 1873 és 1878 között Ante Starčević, a 19. század egyik legnagyobb horvát politikusa „a haza atyja”. Unokaöccse, David Starčević itt dolgozott ügyvédként.